# Dobraja Łuka
Dobraja Łuka (biał. Добрая Лука; ros. Добрая Лука) – wieś na Białorusi, w obwodzie mińskim, w rejonie soligorskim, w sielsowiecie Czyrwonaja Słabada.